# Episodi di Ghost Whisperer - Presenze (quinta stagione)
La quinta e ultima stagione della serie televisiva Ghost Whisperer - Presenze è stata trasmessa negli Stati Uniti dal 25 settembre 2009 al 21 maggio 2010; mentre in Italia è stata trasmessa in prima visione dall'11 marzo al 20 settembre 2010 sul canale satellitare Fox Life. In chiaro la stagione è trasmessa da Rai 2 a partire dal 7 marzo 2011 al 25 aprile 2011.
| nº | Titolo originale           | Titolo italiano               | Prima TV USA      | Prima TV Italia   |
| -- | -------------------------- | ----------------------------- | ----------------- | ----------------- |
| 1  | Birthday Presence          | I compleanni di Aiden         | 25 settembre 2009 | 11 marzo 2010     |
| 2  | See No Evil                | Chi diffonde il male          | 2 ottobre 2009    | 11 marzo 2010     |
| 3  | Till Death Do Us Start     | Il cuore va dove vuole        | 9 ottobre 2009    | 18 marzo 2010     |
| 4  | Do Over                    | Seconda opportunità           | 16 ottobre 2009   | 18 marzo 2010     |
| 5  | Cause for Alarm            | Paure                         | 23 ottobre 2009   | 25 marzo 2010     |
| 6  | Head Over Heels            | Il cavaliere di Sleepy Hollow | 30 ottobre 2009   | 25 marzo 2010     |
| 7  | Devil's Bargain            | Il patto del diavolo          | 6 novembre 2009   | 1º aprile 2010    |
| 8  | Dead Listing               | Fiducia tradita               | 13 novembre 2009  | 8 aprile 2010     |
| 9  | Lost in the Shadows        | Smarriti nelle ombre          | 20 novembre 2009  | 15 aprile 2010    |
| 10 | Excessive Forces           | Rapporti difficili            | 4 dicembre 2009   | 22 aprile 2010    |
| 11 | Dead Air                   | Fantasmi alla radio           | 8 gennaio 2010    | 29 aprile 2010    |
| 12 | Blessings in Disguise      | Una famiglia in fuga          | 15 gennaio 2010   | 26 luglio 2010    |
| 13 | Living Nightmare           | Incubi                        | 29 gennaio 2010   | 2 agosto 2010     |
| 14 | Dead to Me                 | Coincidenze                   | 5 febbraio 2010   | 9 agosto 2010     |
| 15 | Implosion                  | Ricatto                       | 6 marzo 2010      | 16 agosto 2010    |
| 16 | Old Sins Cast Long Shadows | Lunghe ombre                  | 14 marzo 2010     | 23 agosto 2010    |
| 17 | On Thin Ice                | Una vita rubata               | 2 aprile 2010     | 30 agosto 2010    |
| 18 | Dead Eye                   | Il clown                      | 9 aprile 2010     | 6 settembre 2010  |
| 19 | Lethal Combination         | Combinazione letale           | 30 aprile 2010    | 13 settembre 2010 |
| 20 | Blood Money                | Soldi sporchi                 | 7 maggio 2010     | 13 settembre 2010 |
| 21 | Dead Ringer                | La vendetta                   | 14 maggio 2010    | 20 settembre 2010 |
| 22 | The Children's Parade      | La parata dei bambini         | 21 maggio 2010    | 20 settembre 2010 |

## I compleanni di Aiden
- Titolo originale: Birthday presence
- Diretto da: Jennifer Love Hewitt
- Scritto da: P. K. Simonds e Laurie McCarthy

### Trama
Il 25 settembre, data indicata sul Libro dei cambiamenti, Melinda decide di andare in ospedale e dà alla luce un maschietto, ma il piccolo non respira. Dopo vari tentativi, alle 23.48 il tempo si ferma per un istante e il bambino riprende a respirare.
Lei e Sam/Jim decidono di chiamarlo Aiden (il nome del padre di Jim) Lucas (il cognome di Sam) in omaggio a due persone a loro molto care.
Cinque anni dopo, il 25 settembre, Melinda è preoccupata perché durante ogni festa di compleanno di suo figlio succede sempre qualcosa di spiacevole: durante la festa, infatti, vede suo figlio parlare con un fantasma e insieme a Eli comincia a indagare per scoprire di chi si tratta.
Si tratta di Amber, una donna morta di parto lo stesso giorno della nascita di Aiden, e si presenta a ogni suo compleanno per parlare al piccolo convinta che l'anima di suo figlio, morto con lei, viva proprio nel corpo di Aiden.
Melinda, spaventata da questa possibilità, consulta i vecchi registri anagrafici con Eli, ma scopre che il bambino è vivo ed è stato adottato dal padre naturale e da sua moglie.
Nel frattempo Jim porta Aiden alla sala giochi, dove per fatalità c'è la festa di compleanno di Tyler, il figlioletto di Amber, il quale vede uno spirito che continua a ripetergli, terrorizzandolo, di essere sua madre. Tyler scappa spaventato, ma il piccolo Aiden, che ha visto tutto, lo insegue. Il figlio del fantasma si nasconde tra gli ingranaggi della macchina per i birilli del bowling, rischiando di essere schiacciato.
Melinda accorre, scopre che anche suo figlio non si trova, va a cercarlo e ha una breve conversazione con Carl, il custode, che le dice che Aiden è al sicuro ma lo stesso non sarà per l'altro bambino. Melinda chiede telepaticamente al figlio di non muoversi ed egli riesce incredibilmente a sentire le parole di sua madre e a salvare anche il coetaneo.
Tornata a casa, Melinda aiuta lo spirito di Amber a chiarirsi con il padre di suo figlio e con sua moglie, che ha deciso di adottarlo nonostante sapesse che il piccolo fosse il frutto del tradimento del marito. Amber ha finalmente pace e può passare oltre.
A quel punto Aiden chiede spiegazioni, ma Melinda non gli risponde perché desidera che il piccolo passi la sua infanzia come un comune bambino.

## Chi diffonde il male
- Titolo originale: See No Evil
- Diretto da: Eric Laneuville
- Scritto da: Jeannine Ranshaw

### Trama
Gwen, un'amica della fidanzata di Ned, muore in circostanze tragiche e torna a manifestarsi dall'aldilà, inviando inquietanti catene di e-mail a tutti i suoi amici e chiunque spezza la catena è destinato a una tragica fine per mano sua, poiché dopo averla eliminata lei e sua madre hanno avuto l'incidente stradale in cui lei stessa è morta e che ha lasciato sua madre in condizioni critiche in ospedale. Melinda inizia ad avere terribili visioni in cui alcune persone le cuciono occhi e bocca, come erano soliti fare i "Puritani" nel Settecento a chi infrangeva le loro regole. Melinda riesce a scoprire che l'incidente stradale non è stato provocato dalla maledizione della mail e che la madre di Gwen ha avuto una paralisi causata da un male che l'affliggeva ormai da tempo e così entrambe riescono a passare oltre. Melinda ed Eli scoprono che l'e-mail è stata spedita per la prima volta da una bambina di nome Julia malata di leucemia che vive in ospedale, la quale chiede di non avere visitatori e parla con il fantasma di una ragazza con gli occhi e la bocca cuciti. Ella chiede se è stata brava a fare quello che il fantasma le ha chiesto, la ragazza le risponde di sì e le dice che ora devono solo aspettare. Nell'episodio si scopre che il piccolo Aiden trasmette alla madre non soltanto i propri pensieri ma anche i sogni.

## Il cuore va dove vuole
- Titolo originale: Till Death Do Us Start
- Diretto da: Gloria Muzio
- Scritto da: Mark B. Perry

### Trama
Il padre di Eli muore a causa di un attacco cardiaco e il giovane trova conforto in Casey, la figlia dei soci in affari del padre. Lo spirito della madre di Eli, Eveline, morta ormai da molti anni, chiede a Melinda di far passare oltre il marito senza dire niente a Eli. Melinda non comprende perché non sia ancora passata oltre e, nonostante le rimostranze di Eveline, decide d'indagare sul passato delle loro vite. Decide d'incontrare i genitori di Casey e nel loro negozio ha una visione che le fa sospettare che il padre di Eli e la madre di Casey avessero una relazione. Il sospetto sembra confermarsi dall'atteggiamento che il padre di Eli aveva nei confronti di Casey e suo figlio: aveva sempre cercato di dividere i due ragazzi, temendo forse che fossero fratelli.
Melinda confida i suoi dubbi a Eli, che da quel momento evita Casey. Continuando a scavare nel passato delle due coppie, aiutati dal padre di Eli, scoprono che era sua madre ad avere una relazione con il padre di Casey. Lo spirito di suo padre lo perseguita perché pensa che la moglie voglia attendere lui per passare oltre insieme e tenta più volte di ucciderlo per vendicarsi. Grazie a un disegno di Aiden, Melinda vede nuovamente la scena della morte di Eveline; grazie al disegno comprende che Eveline era insieme a qualcuno quando morì per aneurisma e sospetta che si sia trattato di omicidio. Interrompendo il funerale di Ray, Melinda, Eli con gli spiriti dei suoi genitori e Casey con i suoi genitori si incontrano e si chiariscono. In realtà erano le due madri ad avere una relazione: quando aveva avuto l'aneurisma, Eveline stava aspettando la madre di Casey e quest'ultima trovandola già morta aveva deciso di cancellare ogni prova che potesse far arrivare a lei. Il padre di Eli perdona la moglie e vuole ricominciare daccapo, ma la moglie lo convince a passare oltre, lei resterà a badare a Eli. Come i genitori di Eli, anche i genitori di Casey decidono di ricominciare e Casey, avendo scoperto il segreto di Eli, lo lascia.

## Seconda opportunità
- Titolo originale: Do Over
- Diretto da: John Gray
- Scritto da: John Gray

### Trama
Un ragazzo per superare una prova di coraggio s'introduce nell'obitorio dell'ospedale di Grandview, ma rimane bloccato in una delle celle in balia di un fantasma. Salvato, Paul racconterà tutto l'accaduto alla polizia, mettendo in apprensione il personale dell'ospedale. Il giorno dopo Jim porta a casa uno strumento chirurgico utilizzato circa 50 anni prima, ma da quel momento Melinda ha, grazie all'empatia di Aiden e sempre alla stessa ora, la visione di un medico che opera un ragazzo al cuore: il ragazzo dopo poco va in arresto cardiaco, il chirurgo sentendosi terribilmente in colpa per l'accaduto si sente male.
Delia comincia a uscire con Roger, che si dimostra in seguito a una discussione con un cameriere, prepotente e burbero. Dopo quel momento inizia a ricevere strani biglietti d'amore.
Intanto, nell'obitorio dell'ospedale, succedono cose strane: i cadaveri all'improvviso si animano terrorizzando il personale. Melinda decide di andare con Jim all'obitorio e lì le appare un ragazzo che dice di essere molto arrabbiato con il chirurgo che l'ha operato e vuole vendicarsi e vendicare tutti quelli che sono morti a causa sua. Melinda crede che quel ragazzo sia lo stesso morto per arresto cardiaco durante l'operazione della sua visione. Ogni visione che ha dell'operazione completa un tassello del puzzle, riesce a capire che il ragazzo è William Jett e, grazie a Jim, che il chirurgo che l'operò morì lo stesso giorno in cui aveva svolto quell'operazione. Melinda, notando il cognome, chiede al ragazzo che era stato intrappolato nel loculo se conosce questa persona e lui le risponde che Bill Jett è suo nonno e che vive con lui. Presentandola a Bill, questi le racconta che durante l'operazione è morto solo per tre minuti, il tempo necessario affinché il suo spirito, distaccatosi dal corpo, vedesse il chirurgo accasciarsi e morire d'infarto. Da quel momento si era sempre sentito molto in colpa, ma aveva fatto il possibile per vivere una vita piena e felice. Melinda, insieme a William e a suo nipote, riesce ad aiutare il chirurgo, che passa nella luce. Delia scopre finalmente che la persona che le invia biglietti e cerca di dimostrarle in ogni modo il suo amore non è Roger, ma il cameriere del ristorante del suo appuntamento. Melinda e Jim, finalmente insieme, davanti al caminetto cercano un po' d'intimità, ma mentre si stanno per baciare a Melinda viene in mente un particolare: "Ma se non è William Jett il fantasma dell'obitorio allora...chi è?". Fuori dall'episodio, è stato poi teorizzato che il fantasma dell'obitorio sia una parte dell'anima di William Jett che si è staccata dopo che è morto per qualche minuto.

## Paure
- Titolo originale: Cause for Alarm
- Diretto da: Ian Sander
- Scritto da: Melissa Blake e Joy Blake

### Trama
Eli ha in cura un importante paziente, in quanto è il proprietario di una famosa software house con problemi di paranoia e ansia dovute a un tragico evento accaduto durante l'adolescenza, sua sorella minore era stata rapita e uccisa perché non aveva chiuso bene la porta d'entrata della loro casa. Nathan, il paziente, si ritrova a essere ossessionato dalle misure di sicurezza. Una sera, quegli stessi sistemi che dovrebbero metterlo al sicuro, impazziscono senza apparente motivo: una strana scia trasparente compare davanti alle telecamere a circuito chiuso, facendo scattare ogni allarme. Melinda, che è riuscita a sapere chi è il paziente di Eli grazie all'empatia di Aiden, scopre che il fantasma che perseguita Nathan è Amy non è sua sorella ma la sua ex fidanzata, la quale le spiega che quando lei e Nathan si erano lasciati non aveva rivelato al suo ormai ex fidanzato di essere incinta. Dopo qualche tempo aveva scoperto di essere gravemente malata e non avendo grandi disponibilità finanziarie che potessero sopperire al costo delle cure morì di tumore. Il figlio, Garret, incolpò da quel momento il padre, mai presente nella sua vita e che non li aveva mai aiutati economicamente della morte di sua madre.
Melinda rivela ogni cosa a Nathan, che non era a conoscenza né di avere un figlio, né delle condizioni di salute di Amy, avrebbe fatto qualunque cosa per loro. Dietro suggerimento di Melinda, controllano l'elenco del personale perché Garret, sotto falso nome, si è fatto assumere nella sua società probabilmente per vendicarsi.
Mentre stanno cercando informazioni nella stanza blindata Garret, che stava mettendo on-line gratuitamente il nuovo software prodotto da suo padre, rendendosi conto che è stato scoperto sabota i circuiti di sicurezza, isolando Melinda e Nathan, ma a causa di una sua disattenzione, si sviluppa un incendio e i fumi tossici sprigionati, rischiano di soffocarli.
Melinda, mandando Amy a chiedere aiuto a Eli riesce a salvare la situazione e successivamente chiarisce ogni cosa facendo da tramite per Amy con Nathan e Garret, aiutandola a passare oltre.
In serata, mentre mette a letto suo figlio, scopre che Aiden parla con delle entità che lui solo può vedere, entità che luccicano.

## Il cavaliere di Sleepy Hollow
- Titolo originale: Head Over Heels
- Diretto da: Steven Robman
- Scritto da: Laurie McCarthy e Stephanie SenGupta

### Trama
Il cavaliere senza testa della leggenda di Sleepy Hollow inizia a tormentare Melinda, che comincia a preoccuparsi per la sicurezza di Aiden.
La donna inizia a comprendere meglio la situazione quando la maestra di Aiden, Caroline, porta nel suo negozio di antiquariato moltissimi oggetti appartenuti a suo padre, il quale è morto qualche mese prima. Mentre tocca uno dei tanti vestiti in maschera, contenuti in uno scatolone, ha la visione di una delle feste in maschera che la famiglia di Caroline era solita dare.
Supponendo che il fantasma senza testa dev'essere legato alla maestra di suo figlio, Melinda decide d'indagare: va nella casa, ormai quasi in vendita, della famiglia di Caroline e incontra Dana, la sorella minore della maestra. Scopre così che il padre delle due era malato di Alzheimer, era ossessionato dai cavalli e aveva inquietanti e numerose allucinazioni. Mentre parla con Dana, Melinda ha una visione in cui il padre di Caroline viene terrorizzato dal fantasma senza testa.
Proseguendo con le sue indagini scopre che il fantasma è Sean, lo stalliere assunto dalla famiglia di Caroline, morto 8 anni prima per le conseguenze di una caduta da cavallo. Riesce a comprendere, grazie alle visioni di una festa in maschera e grazie ai racconti di Caroline, che Sean aveva una relazione con lei che veniva ostacolata proprio da suo padre, che credeva il ragazzo soltanto una testa calda e non adatto alla figlia. Durante la festa in maschera un amico di Caroline aveva sentito Sean parlarle della loro fuga per sposarsi e l'aveva riferito al padre di lei, che indossando un lungo mantello aveva inscenato il furto dei gioielli della famiglia utilizzando la piccola Dana come involontaria testimone. Il padre di Caroline aveva poi incolpato Sean, il quale scappò a cavallo ed ebbe il terribile incidente.
Sean riesce a far pace con Caroline, ancora innamorata di lui, passa oltre e racconta a Melinda che il padre di Caroline se n'è andato e che una parte del suo spirito è andata nella luce e una parte è rimasta.
Risolta la situazione Melinda, preoccupata per la profezia scritta vicino al nome di Aiden nel Libro dei cambiamenti, decide di far parlare suo figlio con Eli, per chiarire chi sono gli amici luccicanti che dice di vedere.
Il piccolo racconta che gli esseri che vede sono luccicanti perché non hanno volto e sono fatti di luce e che temono le ombre poiché queste ultime potrebbero far loro del male. Che le anime prima di passare oltre si spezzino lasciando una parte di se stesse in questo mondo come Sean aveva riferito poco prima a Melinda?

## Il patto del diavolo
- Titolo originale: Devil's Bargain
- Diretto da: James Chressantis
- Scritto da: Mark B. Perry e P. K. Simonds

### Trama
Jim durante un'operazione sostenuta insieme al medico che gli aveva fatto da insegnante all'università perde una paziente (una ragazza giovane) a cui si era affezionato e il medico lo rimprovera perché un buon medico non dovrebbe mai legare coi pazienti, ma nello stesso momento le porte degli armadietti si aprono e la luce va e viene. Intanto Eli si arrabbia col rettore dell'università perché lo odia e lui non ne capisce il motivo. Jim parla a Melinda del fantasma e che pensa che sia la ragazza morta durante l'operazione. Melinda, preoccupata anche per Aiden e i suoi "amici" parla con Carl, il guardiano, e lui le dice che non ha mai visto la ragazza e che non deve temere quello che non riesce a vedere. Intanto Melinda ha una visione toccando l'armadietto del medico insegnante di Jim e vede lui con una ragazza bionda e lei e Jim scoprono che la ragazza era la sua amante e che è morta dopo che è stata mandata via dal rettore dell'università. Il medico e l'attuale rettore allora concorrevano alla carica di rettori. Prima di farla passare oltre, Melinda si fa spiegare dalla ragazza perché vuole tanto restare per proteggere il rettore e il medico e lei risponde che li vuole proteggere dalle ombre. Melinda la convince dicendole che se loro non sapranno non potranno essere in pericolo. Eli cerca il rettore e questi gli spiega che le ombre lo manipolano da quando era in carica per diventare rettore: infatti lo hanno fatto eleggere a patto che avrebbe dato loro informazioni su Melinda ed Eli. Alla fine il rettore va a trovare sua madre in coma all'ospedale e lei viene posseduta e dice che in ogni momento può suicidarsi con una morte lenta e dolorosa perché lui ha svelato a Eli i loro segreti, il rettore non fa in tempo a dire loro di lasciare in pace la madre che i monitor della sala segnalano che il cuore non batte e mentre il rettore corre a chiamare un'infermiera si vede un'ombra scura dileguarsi dal letto della madre.

## Fiducia tradita
- Titolo originale: Dead Listing
- Diretto da: Peter Werner
- Scritto da: Laurie McCarthy e Mark B. Perry

### Trama
Melinda viene guidata da un fantasma in giacca e cravatta al suo cadavere e poi incolpa la moglie di averlo ucciso. Insieme a Delia, Melinda scopre che l'uomo si chiamava Kurk ed era proprietario di un'agenzia immobiliare molto famosa, per cui era molto ricco. Intanto vengono fuori sempre nuovi dettagli riguardo alla morte di Kurk e lui è sempre più convinto che sia stata la moglie a ucciderlo anche se non sa spiegare né come né perché, per questo Melinda dubita di questa sua versione. Nel frattempo Aiden vuole imparare trucchi di magia per essere come i suoi coetanei e per questo Jim gli compra una scatola di trucchi magici prima che stesse per rivelare che vede i fantasmi. Melinda intanto scopre che sia Kurk che sua moglie avevano un rapporto competitivo e che si facevano "scherzi" a vicenda per rovinare la carriera a entrambi. Quando Melinda informa la moglie di Kurk del fatto che riesce ancora a vederlo, lei si infuria e lo invita a farsi sotto per aprire la guerra. Dopo la distruzione di tutti i trofei di Kurk da parte di sua moglie, lei muore fulminata e Melinda la trova il giorno dopo; insieme chiariscono che il palazzo dove Kurk è morto era stato comprato dalla moglie per costruirci una panetteria perché il loro sogno era sempre stato quello di aprirne una insieme e Kurk nella targhetta di un trofeo prestigioso aveva fatto aggiungere il nome della moglie, così insieme passano oltre. A casa Melinda spiega ad Aiden che non è giusto farsi aiutare dai fantasmi a fare trucchi magici speciali perché è come dire le bugie e quindi non è bello e lui le promette che non lo farà più. Alla fine Aiden apre il suo armadio dove è nascosta una bambina dai capelli biondi, Aiden le spiega che non vuole dire bugie, ma lei insiste dicendo che è necessario altrimenti accadrà una cosa molto brutta.

## Smarriti nelle ombre
- Titolo originale: Lost in the Shadows
- Diretto da: Kim Moses
- Scritto da: P. K. Simonds e Laurie McCarthy

### Trama
Melinda scopre che il fantasma che Aiden nasconde nell'armadio è Julia, una bambina malata di leucemia che è morta e con cui aveva già avuto a che fare nell'episodio "Chi Diffonde il Male" della medesima stagione; ella tormenta suo figlio e per placarla Melinda tenta di parlarle, ma lei la evita e dice ad Aiden che non vuole vederla. L'antiquaria decide di contattare i genitori di Julia, i quali le credono e le assicurano che nel caso in cui scoprissero qualcosa sarà la prima a saperlo. Durante la notte Melinda ha una visione in cui avvelena Aiden e terrorizzata va in camera di suo figlio, ma lui non c'è. Insieme a Jim inizia a cercarlo per tutta la casa, ma Aiden è sparito e Melinda è sempre più convinta che sia stata Julia a portarlo via. Confida alla poliziotta amica di Eli che vede i fantasmi e iniziano le ricerche per tutta la città. Julia, intanto, fa prendere un autobus ad Aiden: arrivano in un bosco e la piccola lo aiuta a evitare volanti e controlli della polizia, portandolo in una vecchia stazione abbandonata. Racconta ad Aiden che le ombre sono orribili perché fanno rivivere alle persone tutti i propri errori, facendo provare loro un forte senso di colpa. Eli fuori dalla casa di Melinda vede il rettore della sua università e gli chiede spiegazioni: questi è molto spaventato e gli dice che le ombre non c'entrano con la scomparsa di Aiden, ma se Melinda insiste a voler far passare oltre Julia allora si presenteranno. Durante questo lasso di tempo Melinda interroga Carl, che non può fare molto per lei perché ogni volta che cerca d'indagare sul conto delle ombre tutti gli errori del suo passato lo fanno sentire in colpa, ma riesce a farle sapere che alle ombre piacciono i bambini e Melinda comprende che le ombre vogliono far morire Aiden. Jim intanto, guidato dall'autista dell'autobus che aveva preso Aiden, arriva nel bosco e trova "tracce luccicanti" lasciate lì dagli sfavilli. Aiden, fattosi sera, vuole tornare a casa, ma Julia tenta di convincerlo a restare dicendogli che sua madre gli ha mentito su molte cose. Intanto entrano in un capannone e lì le ombre assalgono Julia facendola sentire in colpa, inizia a girare la testa vorticosamente come il ragazzo dell'obitorio nell'episodio "Seconda Opportunità". Aiden riesce a cacciare le ombre puntando contro di loro la luce di una torcia, anche se gli sfavilli sono fuggiti per paura. Poco dopo Jim e Melinda trovano Aiden e lo portano a casa, dove il giorno dopo Julia passa oltre grazie all'aiuto dei suoi genitori.
Alla fine Melinda e Jim spiegano ad Aiden che è giusto che loro abbiano dei segreti con lui perché sono grandi e possono proteggerlo, lui invece non deve averne con loro perché non può proteggersi da solo.

## Rapporti difficili
- Titolo originale: Excessive Forces
- Diretto da: Kenny Leon
- Scritto da: Stephanie SenGupta

### Trama
Eli viene fermato per un fanalino dell'auto rotto da un agente e Melinda vede nella sua auto un fantasma di un ragazzo che le dice di non ascoltare l'agente perché è un assassino in uniforme; da allora Melinda tenta d'informarsi sull'agente, che però appena lei scopre qualcosa la ripaga facendo portare via la sua auto o facendola perquisire sospettando che traffichi droga. All'inizio Melinda ed Eli pensano che il fantasma sia un uomo morto durante una sparatoria dove l'agente era coinvolto ma poi Melinda fa conoscenza con la figlia, Anne-Marie, che sembra odiare il padre. Dopo aver sentito lo psicologo della scuola scoprono che il fantasma si chiama Dylan e frequentava il liceo con Anne-Marie e Jake, un ragazzo modello a scuola e nello sport. Dopo che Melinda parla con Anne-Marie, suo padre si arrabbia con lei e dopo lei non va a scuola per due giorni. Melinda va a chiedere spiegazioni all'agente, il quale però la manda via in modo sgarbato, anche se è andato a ritirare gli oggetti personali di Dylan quando è andato in ospedale. Dopo aver scoperto che Jake era con Dylan all'ospedale, Melinda va a parlare con sua madre e scopre che Dylan era andato a vivere da Jake perché era scappato di casa dopo che sua madre era morta poiché suo padre era violento con lui. Jake, dopo aver visto Melinda parlare con sua madre, corre da Anne-Marie. Melinda capisce che Jake e Anne-Marie erano insieme e sospetta che Dylan non sia morto per un incidente con lo skateboard come ha detto Jake all'ospedale, ma perché Jake, per gelosia verso Anne Marie e Dylan, abbia colpito quest'ultimo con una mazza da baseball. Intanto il padre di Anne-Marie tornando a casa trova la figlia con Jake e vede che hanno una mazza sporca di sangue, così comincia a rimproverarli e Jake perde la pazienza e comincia ad agitare la mazza verso l'agente, intanto arriva Melinda e insieme convincono Jake a calmarsi. Tutti e cinque parlano e chiariscono che Dylan, Jake e Anne-Marie volevano rompere la cassetta dell'agente perché teneva troppo sotto controllo Anne-Marie, Jake però dopo aver colpito la cassetta, siccome era troppo dura, ha colpito anche Dylan sulla testa perché la mazza ha rimbalzato, così Dylan va nella luce e Anne-Marie e suo padre si chiariscono e si abbracciano. A casa anche Melinda abbraccia Aiden e gli promette che quando sarà il momento lo lascerà andare.

## Fantasmi alla radio
- Titolo originale: Dead Air
- Diretto da: Gloria Muzio
- Scritto da: Laurie McCarthy e Mark B. Perry

### Trama
Ned lavora insieme a un suo amico Noah e alla sua ragazza TJ a una radio acquistata dall'università. A Delia però non piace il fatto che alla radio il programma di maggiore successo sia quello di telefonate di mariti o mogli che si lasciano per telefono. Una sera Delia va a farla sentire a Melinda e a Jim, contemporaneamente alla radio dopo quella telefonata arriva una donna sconvolta che accusa Ned e i suoi amici di averle rovinato il matrimonio con questo "gioco" che loro trovano divertente, dopo Ned e gli altri non si riescono a spiegare come sia venuta fuori quella telefonata visto che risale a otto anni prima, all'improvviso le luci vanno e vengono, dalle orecchie di Noah comincia a uscire sangue e al computer parte la canzone "In My Place" dei Coldplay e sullo schermo appare la scritta KILLERS (assassini). Ned informa Melinda e insieme a Eli va a far visita al vecchio DJ della radio che è andato a vivere in un roulotte in mezzo al bosco, senza elettricità perché dovunque andasse c'era sempre la canzone "In My Place" e quando a Ned suona il cellulare con la stessa canzone pare come impazzire e li manda via. 
Intanto si scopre un tradimento Ned è andato a letto con l'amica di TJ e lei e Delia si arrabbiano con lui.
Melinda poi trova Maggie, la donna che era andata a fare la sfuriata alla radio e scopre che era sposata con Jack e dopo essersi separati, lui ha sposato Daisy e prima Daisy era fidanzata (e si stava per sposare) con Bruce, che successivamente è scomparso. 
Intanto Daisy e Jack, appena rientrati in casa trovano sullo stereo "In My Place" dei Coldplay e su una sedia il vecchio vestito da sposa che Daisy aveva comprato per sposarsi con Bruce. 
Melinda prima aveva sempre avuto visioni di specchi rotti con sangue e capelli nelle crepe, un giorno però in macchina ha la visione di affondare in acqua, con "In My Place" alla radio e sente un grido di una donna. Allora va a parlare con Daisy e Jack e lei non sa niente di come lui ha lasciato la moglie, successivamente lui le racconta che aveva fatto finta di lasciare la moglie al telefono, ma che poi lei non era più stata la stessa e si erano lasciati prima di innamorarsi di Daisy.
Viene ritrovato il corpo di Bruce e Melinda poi da Maggie viene a sapere che era stata lei a chiamarlo per dirgli della telefonata alla radio e lui era andato a fermare Daisy e Jack pensando che volessero scappare insieme, invece non si conoscevano ancora. Bruce allora parla con Maggie e Melinda e dopo essere passato oltre Ned chiede scusa a Maggie. Quella sera poi, per radio, chiede perdono a TJ e alla madre, Delia.

## Una famiglia in fuga
- Titolo originale: Blessings in Disguise
- Diretto da: Jan Eliasberg
- Scritto da: Jeannine Renshaw e Ben Chaney

### Trama
Ned deve aiutare la madre Delia a far firmare il contratto a una famiglia appena arrivata in città e scopre che una ragazza appena conosciuta in università di nome Cathy ne fa parte e cerca un pretesto per starle più vicino poiché gli piace molto e lei quando sono soli sembra contraccambiare; la famiglia è piuttosto misteriosa: quando il figlio si ferisce, Melinda si offre di aiutarli, ma loro si rifiutano e lo portano a casa, Cathy non vuole legare con gli amici e quando il fratello la guarda cerca anche di stare lontana da Ned. Melinda poi ha una visione di lei immersa nel fango e quando va a casa di questa famiglia con Delia per dar loro il contratto vede le loro facce senza volto. Successivamente insieme a Delia scopre che non hanno alcun titolo in banca o cose simili registrati a loro nome e capiscono che sono una famiglia inesistente. Ned si arrabbia e dice a Eli e a Melinda di non stare loro addosso solo perché sono strani. Quando Ned si reca a casa di Cathy, appena chiede a quest'ultima della sua famiglia lei si comporta in modo strano, quasi furtivo o sospetto. Quando lei apre il rubinetto ne esce fango. Ned tenta dopo quell'episodio in tutti i modi di farsi spiegare da Cathy, la quale però si allontana sempre di più da lui. Melinda intanto vede il fantasma e lui le fa avere delle visioni in cui la famiglia scappa da vari luoghi. Così insieme a Ned e Delia vanno dal detective Blaire della polizia, che ormai conosce il dono di Melinda ed Eli, e grazie solo al vero nome di Cathy, Rachel, riescono ad avere la vera identità della famiglia. Scoprono che facevano parte di un movimento ambientalista che svolgeva atti vandalici e in un cantiere un giorno (il giorno da quando hanno cominciato a scappare ovunque) è morta una guardia, proprio il fantasma che perseguita la famiglia. La polizia li riesce a prendere perché Rachel (Cathy) e Matt, i due figli, non riescono a fuggire e così il padre e la guardia, che erano amici, si chiariscono, lui passa oltre e la famiglia può restare a Granview. L'episodio si conclude con Ned e Rachel (Cathy) che stanno finalmente insieme felici.

## Incubi
- Titolo originale: Living Nightmare
- Diretto da: Ian Sander
- Scritto da: P. K. Simonds

### Trama
Un uomo viene ricoverato in ospedale dopo essere stato ritrovato coperto di sangue e dice che un uomo col coltello lo insegue. Melinda intanto toccandolo ha una visione di un uomo con un coltello che ferisce una donna bionda. Jim tenta di chiedere di più al paziente, ma lui non si ricorda niente e le sue ferite sono molto semplici: nessuna provocata da un coltello. Un testimone dice al tenente Blaire che l'uomo stava dormendo su una panchina e all'improvviso è saltato su ed è corso via terrorizzato. Melinda vede accanto all'uomo il fantasma di un altro uomo che le mostra il paziente con gli occhi indemoniati e con in mano un coltello. Informandosi sulla sua vita Melinda scopre che l'uomo si stava per sposare ed è stato adottato. Viene a sapere dall'assistente sociale che si occupò del caso che la madre dell'uomo morì uccisa dal padre, che morì a causa di una rara malattia che non permette a chi ne soffre di dormire, la quale è stata la causa della morte anche della sorella, che l'ha ottenuta per via ereditaria. Melinda quindi intuisce che i fantasmi sono quelli del padre e della sorella dell'uomo che cercano in tutti i modi di tenerlo sveglio perché se si addormenta i demoni si possono impossessare di lui e potrebbe fare male a qualcuno come suo padre ha fatto a sua madre; dopo che Melinda gli spiega la situazione e che viene dimesso, tenta il suicidio perché piuttosto che impazzire preferisce farla finita prima. Grazie anche al padre e alla sorella si capisce che il padre era posseduto, ma aveva capito di esserlo e aveva tentato di mandare via la moglie per evitare di farle del male, ma lei a causa delle ferite riportate morì, così i due fantasmi passano oltre e l'uomo scopre di non soffrire della stessa malattia del padre e della sorella, così torna dalla donna che doveva sposare e decidono la data del matrimonio.

## Coincidenze
- Titolo originale: Dead to Me
- Diretto da: Ralph Hemecker
- Scritto da: Pam Norris

### Trama
La professoressa di scienze occulte di Ned, la professoressa Grant, dopo che Ned le ha regalato una tavola spiritica comincia a essere perseguitata da un fantasma. All'inizio Ned, Melinda ed Eli pensano al suo fidanzato morto in un incidente stradale, ma il fantasma sembra organizzare appuntamenti alla professoressa e questo fa pensare alla sua vecchia nonna, morta di recente. Successivamente la tavola spiritica scrive questa frase "Curtis (il fidanzato della professoressa morto) è passato oltre". Così gli amici si ritrovano daccapo. Un giorno però, casualmente Ned e Melinda vedono la Grant parlare con un uomo che lei aveva incontrato spesso per delle "coincidenze"; quel giorno Melinda vede una ragazza guardarli parlare così scopre che è la figlia dell'uomo, Madison, morta dopo un incidente stradale la stessa notte di Curtis. Quando la professoressa Grant lo scopre ne rimane molto turbata, così come fa spesso va nel luogo dell'incidente di Curtis, ma ha un incidente e Melinda la raggiunge, poi arrivano anche Madison e suo padre e lì Madison spiega loro che suo padre e la professoressa si erano chiusi troppo dopo l'incidente e lei vedendo che avevano moltissimo in comune ha dato loro un aiuto infatti adesso tutti e due hanno ripreso a vivere, così Madison passa oltre.
Quella sera Melinda e Jim sono a casa con la tavola spiritica quando a un certo punto questa vibra e dice "Qualcuno presto se ne andrà" Melinda chiede come e il cursore indica il teschio cioè morte poi Melinda chiede: "Morirà qualcuno?" la risposta della tavola è "Sì" Melinda chiede ancora: "Qualcuno che conosciamo?" "Sì".
- Altri interpreti: Margaret Cho (prof.ssa Grant), Mary Mouser (Madison)

## Ricatto
- Titolo originale: Implosion
- Diretto da: Jennifer Love Hewitt
- Scritto da: John Gray

### Trama
In questo episodio Melinda si trova ad aiutare un dodicenne morto mentre giocava in una vecchia centrale militare, come faceva con suo padre prima che morisse in Afghanistan durante una missione militare. Il ragazzino era lì quando, sentendo arrivare un uomo, si nasconde in un armadio. L'uomo era vecchio e con gli occhiali e spaventato ha per sbaglio chiuso l'armadio, condannando il ragazzo a una morte per soffocamento. L'uomo è il rettore Badford il quale, comandato dalle ombre, tenta in tutti i modi d'impossessarsi del libro dei cambiamenti che Ned ed Eli si scambiano di continuo affinché lui non se ne impossessi, ma un giorno assiste allo scambio e vedendo che Ned ha il libro lo ricatta dicendo che se non gli dovesse dare il libro sua madre Delia morirà perché è andato nel negozio con una bomba rubata alla base; Eli quindi gli lascia il libro e porta fuori con sé anche Delia, il rettore vedendo che le pagine del libro sono bianche, viene per un'ultima volta tormentato dalle ombre, le quali fanno cadere la bomba, uccidendolo. Melinda riesce così a far passare oltre il fantasma dicendogli che è grazie a lui che sono riusciti a salvare Delia.
Ned aprendo il suo libro di economia vede che le pagine sono quelle del libro dei cambiamenti e nello stesso tempo il fantasma del rettore Badford lo osserva dalla finestra.

## Lunghe ombre
- Titolo originale: Old Sins Cast Long Shadows
- Diretto da: Jefrey Levy
- Scritto da: Mark B. Perry

### Trama
Una signora di nome Donna va da Melinda per vendere degli oggetti della casa da cui si stanno trasferendo, ma Ned andandoci scopre che è infestata e Melinda in uno specchio vede il volto di una bambina che le dice che è meglio che lasci perdere altrimenti morirà anche lei. La bambina è Cassidy, figlia di Donna, morta di malattia nell'ospedale di Grandview e Donna spiega a Melinda che si erano trasferiti lì da poco perché quando lei era piccola una signora anziana faceva giocare tanti bambini in quella casa, le racconta anche che succedevano cose strane perché ogni notte alle 24 Cassidy aveva degli incubi terribili e dopo non riusciva più a dormire. Quando Melinda va nella casa, Cassidy le fa avere una scatoletta con delle ciocche di capelli e toccandole Melinda vede delle esecuzioni avvenute molti anni prima. Nel frattempo Delia, preoccupata sia per Ned che per Melinda, chiede loro di lasciar perdere questo fantasma, ma alla fine si ritrova solo a litigare con Melinda e ad avere Ned contro. Successivamente Melinda scopre che la vecchia signora di cui parlava Donna era morta molto prima dell'anno della sua nascita quindi lei può averla vista soltanto come fantasma e dopo che lei spiega a Donna il suo dono lei si offre di aiutarla per far passare sua figlia nella luce. Durante la notte Melinda ha una visione della donna anziana descritta da Donna che finge una seduta spiritica evocando la figlia di un'anziana coppia, Margaret, che le appare e le dice che lei ingannava molte persone ma riusciva solo a far arrabbiare molti fantasmi, infatti Melinda poi vede anche l'anziana e scopre che in realtà tiene prigionieri tutti i bambini, tra cui Cassidy, tramite un patto con le ombre. Margaret e un altro amico aiutano sempre Cassidy a sfuggire alle ombre convincendola che non ha fatto nulla di male (i condannati a morte che aveva visto Melinda, fra cui Margaret, erano tutti innocenti). Una sera insieme a Donna riescono a far vedere la luce a Cassidy, che però non riesce a oltrepassarla perché l'anziana la richiama indietro. Mentre Melinda corre in aiuto di Cassidy, Donna, Ned ed Eli tentano di fare più luce possibile così da non permettere alle ombre di arrivare. Melinda riesce a far passare sia Cassidy, sia Margaret e l'altro loro amico nella luce e le ombre non avendo più bambini prendono l'anziana signora. Delia riesce a cacciare le ombre e fa pace con Melinda e Ned. Melinda si chiede come mai le ombre si interessino tanto ai bambini e l'episodio si conclude con il fantasma di un bambino morto recentemente all'ospedale che si reca dentro la casa precedentemente convinto dall'anziana signora quando non era ancora stata presa dalle ombre.
- Altri interpreti: Melinda Clarke (Donna), Joey King (Cassidy)

## Una vita rubata
- Titolo originale: On Thin Ice
- Diretto da: Ian Sander
- Scritto da: Melissa Blake e Joy Blake

### Trama
Melinda deve far passare nella luce un ragazzo morto annegato nelle acque gelide di un lago ghiacciato vicino Grandview. Cacciato di casa dal padre, risposatosi dopo che sua moglie l'aveva abbandonato, aveva venduto a un fumettista le tavole disegnate dal fratellastro, per raggranellare qualche soldo. Il fumettista, spinto dalla sua editrice (convinta che quei disegni fossero opera sua), ridisegna la stessa storia, spacciandola come sua storia inedita. Il fantasma inizia a tormentare il fratellastro e per vendicarsi possedendolo gli fa disegnare tavole che rappresentano incidenti che subirà a causa sua. Melinda aiuterà i tre a chiarirsi e Shane riuscirà a passare oltre.

## Il clown
- Titolo originale: Dead Eye
- Diretto da: John Behring
- Scritto da: P. K. Simonds e Laurie McCarthy

### Trama
Melinda è terrorizzata dai clown e all'improvviso le cominciano ad arrivare visioni riguardanti i clown e le appare un fantasma vestito da clown che in realtà è un investigatore privato. Stava indagando su un ricco uomo della città ed Eli scopre dalla figlia quindicenne che alla sua festa c'era un clown che è morto soffocato e che il padre ha una fidanzata secondo lei "ladra" perché quando il padre le regala gioielli lei li impegna subito e se ne fa dare di falsi identici per guadagnarci soldi. Melinda intanto ha due visioni: una di delle persone vestite di nero che la osservano da dietro un vetro che a mano a mano diventa opprimente (secondo Melinda, perché il fantasma era un investigatore privato e quindi gli altri si sentivano osservati da lui) e la seconda dove si ritrova senza naso e il fantasma le dice di non ficcare il naso nelle sue indagini, perché non la riguardano. Insieme a Eli però scoprono che la ragazza, la fidanzata dell'uomo ricco, non è di Grandview e dall'ex fidanzato scoprono che aveva vinto molti soldi alla lotteria e poi era scappata quando lui le ha chiesto di sposarla. Il fantasma spiega a Melinda che l'attuale fidanzato della ragazza è in bancarotta e siccome ha scoperto che lei ha vinto molti soldi vuole scappare con lei, per fortuna Melinda ed Eli la fermano in tempo così torna con il suo ex fidanzato da cui era scappata pensando che in realtà volesse sposarla solo perché aveva vinto molti soldi, ma lui ancora non lo sapeva, pensava infatti che lei fosse incinta. Il fantasma infine dice a Melinda che anche lui alla fine si era innamorato della ragazza e per quello era finito per investigare sull'uomo e dopo aver detto a Melinda che non è stato lui a farle avere la visione delle persone che l'osservavano passa oltre.

## Combinazione letale
- Titolo originale: Lethal Combination
- Diretto da: Kim Moses
- Scritto da: Stephanie SenGupta e Steve Gottfried

### Trama
Melinda e Jim decidono di assumere una babysitter, Kelly, per riuscire a uscire insieme. Mentre lei e il piccolo giocano a nascondino, Aiden resta chiuso in uno stanzino. Melinda e Jim tornano a casa molto preoccupati, non riuscendo a comprendere come loro figlio sia riuscito a restare intrappolato se la porta si chiudeva dall'esterno. Mentre sta cercando di chiarire la situazione con Kelly, a Melinda appare un fantasma che la mette in guardia, dicendole di tenere lontani i bambini da lei, perché è molto pericolosa.
Melinda inizia a chiedere a persone che hanno avuto Kelly come babysitter se si sono sempre trovati bene, tuttavia scopre che in sua presenza si sono sempre verificati strani incidenti: garage che prendono fuoco o bambini caduti da finestre.
Decide d'incontrare Gyll, che aveva assunto Kelly come babysitter e qui scopre che è sua moglie Laura il fantasma, morta a causa di un mix di alcolici e barbiturici. Gli strani incidenti che continuano ad accadere ai bambini di Kelly portano Melinda a pensare che il fantasma stia facendo di tutto per metterla in cattiva luce e un'altra visione le fa credere che Laura sia stata avvelenata da Gyll e da Kelly in quanto amanti.
Melinda va a parlare con Gyll, ma trova lui e Kelly esanimi sul pavimento: insieme a Eli riesce a salvarli e a chiarire la situazione.
I tre appartengono a una setta di una cittadina non lontana che pratica la poligamia, Gyll e Laura avevano accolto in casa loro Kelly per sottrarla agli ideali della setta e per la necessità che qualcuno si occupasse della loro figlioletta, visti i problemi legati alla dipendenza da alcolici di Laura. Tra Kelly e Gyll non c'è mai stata alcuna relazione e Laura può passare finalmente oltre.

## Soldi sporchi
- Titolo originale: Blood Money
- Diretto da: Eric Laneuville
- Scritto da: P. K. Simonds e Laurie McCarthy

### Trama
Melinda deve fermare il fantasma di un ragazzo ricco, di famiglia benestante, che 11 anni prima si era messo d'accordo con un compagno di scuola in difficoltà economiche per simulare il suo rapimento e per chiedere poi il riscatto alla famiglia. L'amico avrebbe ottenuto i soldi del riscatto ma il ragazzo benestante li nasconde seppellendoli. Dopo qualche giorno dalla scomparsa, i genitori del ragazzo "rapito" iniziano a preoccuparsi e tentano in tutti i modi di rintracciarlo andando in tv e facendo scrivere articoli di giornale; a quel punto il ragazzo decide di tornare a casa dai suoi ma il suo amico, temendo che riveli i loro vecchi piani gli spara.
11 anni dopo, di sera, tre ragazzi che si erano persi cercando di raggiungere una festa, trovano la casa in cui erano nascosti i soldi ed entrano; uno dei tre cade, si fa male e dice ai suoi amici di scappare. In realtà nel buco nel quale era caduto si trovano i soldi del riscatto e così il ragazzo lì prende e scappa, ma poi viene ritrovato, arrestato e liberato sotto cauzione. Uno dei suoi amici passa la notte nello studio di Eli, il quale ritorna in compagnia di Melinda mentre il ragazzo sta dormendo sulla poltrona; gli chiedono cosa sia successo e il ragazzo racconta della scomparsa del suo amico in quella casa abbandonata.
Melinda ed Eli vanno a esplorare la casa e in giardino trovano numerose buche fatte da qualcuno che probabilmente era alla ricerca dei soldi. Melinda a questo punto chiama la polizia e li raggiunge un nuovo detective che sembra credere al suo dono e che si unisce alle indagini. Successivamente a alcune ricerche, Melinda torna nella casa abbandonata per parlare con il fantasma e convincerlo a parlare con la madre, disperata dal ritrovamento del corpo del figlio qualche giorno prima. Il ragazzo prega Melinda di andarsene dicendole che è in pericolo. Mentre Melinda se ne sta andando arriva il detective e insieme trovano altre buche scavate vicino alla casa. Il detective dice a Melinda di andarsene avvertendola nuovamente di un possibile pericolo ma mentre Melinda sta per andarsene riceve una telefonata da parte di Eli, nella quale apprende che il vecchio amico del fantasma è il nuovo detective e quindi è lui che ha ucciso il fantasma. Il fantasma dice a Melinda di fingere di non saper nulla e di andarsene e in contemporanea Eli capisce che Melinda è con il detective alla casa abbandonata e chiama la polizia. Il detective vede Melinda al telefono e capisce che ha scoperto tutto così le punta la pistola addosso e la fa entrare nella casa. Il detective dice a Melinda di chiedere al fantasma dove si trovino i soldi e il fantasma gli risponde. Dopo essersi impossessato dei soldi, il detective sta per sparare a Melinda oramai informata dei fatti e potenzialmente pericolosa ma il fantasma lo colpisce con una corda di ferro; nel frattempo arriva la polizia che arresta il detective. Si scopre quindi che il ragazzo povero che simulò il rapimento era diventato detective per trovare quei soldi e il fantasma prima di passare oltre spiega alla madre l'accaduto.

## La vendetta
- Titolo originale: Dead Ringer
- Diretto da: Ian Sander
- Scritto da: Mark B. Perry e Stephanie SenGupta

### Trama
Un ragazzo di nome Cayle, la ragazza (Gaele) e Melinda sono tormentati dal fantasma del gemello di Cayle stesso, perché è convinto che Melinda le abbia portato via lo spirito della madre, morta in un incidente aereo e fatta passare oltre. Il fantasma era morto a 8 anni, ma era rimasto vicino al fratello per proteggerlo e nel corso degli anni era rimasto insieme a lui. Melinda riesce infine a farlo passare oltre e a fargli confessare alcuni segreti sulle ombre e nel frattempo Carl, sotto il controllo delle ombre, confessa a Melinda che l'unico modo per salvare Aidan è fargli credere che i fantasmi non esistano.
Per tutta la puntata Melinda ha delle visioni distorte della realtà che la portano a credere vere cose non reali e viceversa.

## La parata dei bambini
- Titolo originale: The Children's Parade
- Diretto da: John Gray
- Scritto da: John Gray

### Trama
Melinda visita un ospedale. Nell'atrio dell'edificio incontra un bambino che non ha soldi a sufficienza per comprarsi una bevanda nella macchinetta automatica; Melinda nota che, sotto una giacchetta, ha l'abito bianco da ricovero e così pensa che sia un paziente, invece è un fantasma che, accortosi che Melinda non riesce a distinguerlo come defunto, si prende gioco di lei. Melinda una volta che gli ha comprato la bibita tenta di dargliela in mano ma questa gliela "oltrepassa", facendole comprendere che fosse un fantasma e che i suoi poteri si stanno indebolendo sempre di più dato che non è riuscita ad accorgersi che il ragazzino fosse morto.
Successivamente scopre che nei sotterranei dell'ospedale c'è un gruppo di bambini morti con a capo il ragazzino più grande che ella ha incontrato alla macchinetta automatica: tutti i bambini però credono che tutte le persone dell'ospedale siano morte e che solo loro siano ancora vivi. Ogni giorno tutti i bambini tranne il loro leader vanno in giro per l'ospedale in fila e marciano con addosso maschere diverse tra loro raffiguranti animali come se fosse una parata.
A seguito di queste scoperte Melinda inizia a indagare il motivo di questi avvenimenti e il perché stia perdendo misteriosamente i suoi poteri.
Nel frattempo le ombre si impossessano di lei e fanno in modo di allontanare tutti da lei compreso Aiden.
Carl sembra capirlo e tramite il libro dei cambiamenti, spiega al piccolo come salvare la madre.
Melinda intanto si chiude nel suo negozio rifiutando di aprire a Delia. 
Vanno tutti al negozio e Aiden chiede aiuto agli sfavilli per tramutare la notte in giorno e mandare via le ombre dal corpo di Melinda, sconfiggendoli una volta per tutte. L'episodio (e la serie) si conclude col passaggio di tutti i bambini dell'ospedale e con Melinda che dice al figlio che mai dovrà rinunciare al suo dono, perché può fare del bene agli altri.